# Lithocarpus sundaicus
Lithocarpus sundaicus (Blume) Rehder – gatunek roślin z rodziny bukowatych (Fagaceae Dumort.). Występuje naturalnie w Malezji, Indonezji oraz na Filipinach. 

## Morfologia
PokrójZimozielone drzewo dorastające do 30 m wysokości. Pień często wyposażony jest w Korzenie podporowe.
LiścieBlaszka liściowa jest nieco skórzasta i ma eliptyczny kształt. Mierzy 6,3–33 cm długości oraz 2,5–8,9 cm szerokości, ma zaokrągloną lub ostrokątną nasadę i wierzchołek od ostrego do spiczastego. Ogonek liściowy jest nagi i ma 5–7 mm długości, Przylistki są trwałe, mają kształt od owalnego do równowąskiego i osiągają 2–10 mm długości.
OwoceOrzechy o jajowatym kształcie, dorastają do 25 mm średnicy. Osadzone są pojedynczo w miseczkach w kształcie kubka, które mierzą 30 mm średnicy.